# Proklamacja Emancypacji

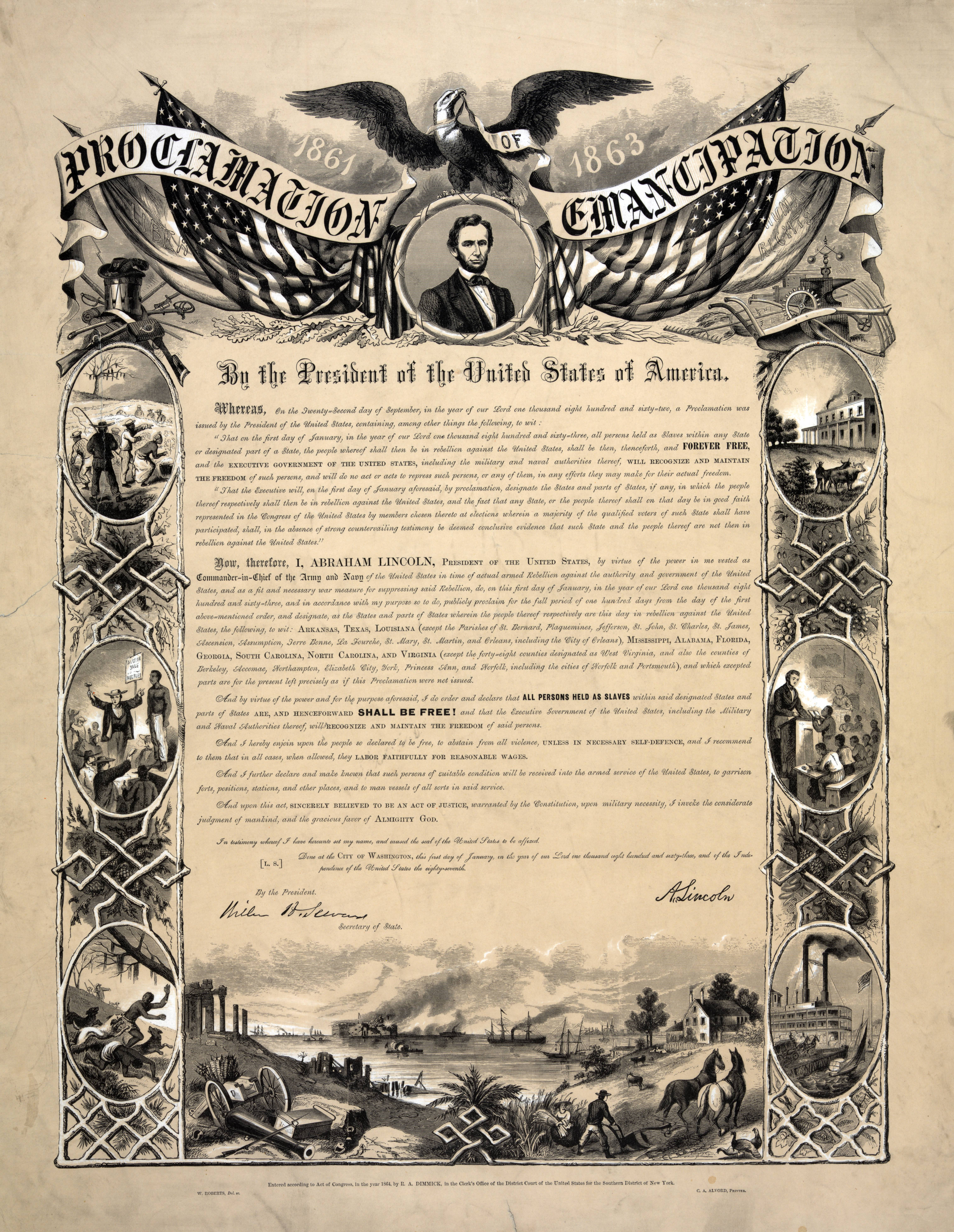
Reprodukcja Proklamacji Emancypacji

Proklamacja Emancypacji (ang. Emancipation Proclamation) to akt prawny wydany 22 września 1862 roku przez prezydenta Stanów Zjednoczonych Abrahama Lincolna znoszący niewolnictwo na obszarach Skonfederowanych Stanów Ameryki.
Proklamacja nie była ustawą ustanowioną przez Kongres Stanów Zjednoczonych, lecz dekretem prezydenckim. Weszła w życie 1 stycznia 1863 roku i swoim zasięgiem obejmowała wyłącznie obszar Skonfederowanych Stanów Ameryki. Po wojnie secesyjnej niewolnictwo zostało zniesione w większości stanów, jednak w niektórych stanach (np. Delaware czy Kentucky) pozostało legalne.
Praca nad projektem trwała od lipca. Na wieść o zwycięstwie pod Antietam Lincoln podpisał Proklamację 22 września po naradzie z członkami Gabinetu. Proklamacja została ogłoszona w prasie następnego dnia (23 września), Lincoln zaznaczył w niej na wstępie, że wydaje ją jako naczelny dowódca armii i marynarki wojennej. Chodziło mu o podkreślenie, że Proklamacja została wydana na mocy prerogatyw wojennych, jakie przysługują prezydentowi. Podstawowy jej ustęp głosił: „Od dnia 1 stycznia Roku Pańskiego 1863 wszystkie osoby pozostające w niewoli w jakimkolwiek stanie, [...] którego ludność będzie wówczas trwała w rebelii przeciwko Stanom Zjednoczonym, zostaną odtąd na zawsze wolne i organy wykonawcze Stanów Zjednoczonych wraz z ich władzą wojskową i marynarką wojenną będą uznawały i strzegły wolności tych osób Gdyby w ciągu 100 dni, od chwili wydania tego dokumentu, Konfederaci złożyli broń, to wówczas właściciele niewolników mogliby uzyskać odszkodowania. Konfederacja nie poddała się w wyznaczonym terminie, co oznaczało z dniem 1 stycznia 1863 r. wejście w życie emancypacji bez odszkodowań, o czym mówiła druga Proklamacja z tegoż dnia.

## Zakres działania
Proklamacja nie obejmowała około 800 000 niewolników w stanach granicznych: Missouri, Kentucky, Wirginia Zachodnia, Maryland i Delaware, które należały do Unii; niewolnicy ci byli uwalniani na podstawie osobnych aktów prawnych władz stanowych i federalnych. Stan Tennessee prawie w całości znajdował się w tym momencie pod kontrolą Unii, dlatego też nie został ujęty na powyższej liście. Wirginia również nie została wymieniona, bowiem wyłączonych zostało jedynie 48 hrabstw, które utworzyły oddzielny stan Wirginię Zachodnią. Wyłączony został także Nowy Orlean i 13 wymienionych z nazwy parafii na terenie stanu Luizjana, mimo że wszystkie w chwili ogłoszenia proklamacji znajdowały się pod kontrolą wojsk Północy.
Proklamacja była wyszydzana jako akt oswobadzający niewolników tam, gdzie Unia nie miała nic do powiedzenia. Abraham Lincoln działał zgodnie z uprawnieniami czasu wojny dającymi mu możliwość przejmowania zasobów nieprzyjaciela. Nie miał konstytucyjnych uprawnień, aby działać przeciwko niewolnictwu na terytoriach lojalnych wobec Stanów Zjednoczonych. W dniu ogłoszenia uwolniono jedynie 50 000 na niewielkim obszarze dziewięciu z dziesięciu stanów, w których znajdowała zastosowanie (Teksas był wyłączony). W stanach Konfederacji (z wyjątkiem Tennessee i Teksasu), była wprowadzana w życie natychmiast po zajęciu danego terenu przez wojska Unii, przy czym co najmniej 20 000 niewolników zyskało wolność 1 stycznia 1863 roku. 
Ponadto Proklamacja stwarzała ramy prawne pod emancypację blisko 4 milionów niewolników, jacy mieli znaleźć się na obszarach zajmowanych przez armie Unii oraz zobowiązywała władze Unii do całkowitej likwidacji niewolnictwa, co nawet na Północy uchodziło za kontrowersyjną decyzję. Na wieść o ogłoszeniu proklamacji niewolnicy w coraz większej liczbie jęli uciekać na północ. Gdy armie Unii zaczęły zajmować tereny konfederackie, każdego dnia uwalniano tysiące niewolników (według spisu z roku 1860 było ich 4 miliony, przy czym ostatni z nich zyskali wolność w lipcu 1865 roku.
Prezydent Konfederacji Jefferson Davis w Apelu do ludności wolnych Stanów z 5 stycznia 1863 wyraził pretensję o wciągnięcie czarnych do wojny toczonej przez białych. Zapowiedział, że siły zbrojne Południa będą traktować jako niewolników wszystkich czarnych na zajętych przez siebie  ziemiach. Również wyzwoleńcy na Południu mieli być przywróceni do poprzedniego stanu. Warunkiem zakończenia wojny miało być przywrócenie niewolnictwa we wszystkich stanach Konfederacji. Niewolnictwo nazwał kamieniem węgielnym republiki (corner-stone of a Republic). W podobnym duchu utrzymany był jego wcześniejszy rozkaz z grudnia poprzedniego roku nakazujący uznawać schwytanych czarnoskórych żołnierzy Unii nie za jeńców wojennych, lecz za niewolników, zaś ich białym dowódcom groziła śmierć. Późniejsze straty zmusiły Konfederację do uchwalenia 3 marca 1865 r. ustawy o mobilizacji 300 tys. niewolników w wieku 18 - 45 lat, z których do CS Army wcielono kilkuset.
Wraz ze zbliżającym się zakończeniem wojny abolicjoniści jęli coraz częściej zwracać uwagę na fakt, że wprawdzie proklamacja uwalniała niewolników w warunkach wojny, jednak nie delegalizowała instytucji niewolnictwa. W większości byłych stanów Konfederacji wprowadzono w życie przepisy znoszące niewolnictwo, ale w kilku było ono nadal legalne, aż do wejścia w życie 18 grudnia 1865 roku Trzynastej Poprawki do Konstytucji. Lincoln poparł Poprawkę podpisując ją, choć Konstytucja milczy o takim wymogu. Później Czternasta Poprawka z 1868 uznała odszkodowania za wyzwolenie niewolników za sprzeczne z prawem, zaś Piętnasta Poprawka z 1870 zabroniła ograniczać prawa wyborcze z powodu rasy, koloru skóry lub uprzedniego bycia niewolnikiem.